# カメラ置いとくんで、一言どうぞ 〜街中に、カメラ放置してみました〜
『カメラ置いとくんで、一言どうぞ 〜街中に、カメラ放置してみました〜』（カメラおいとくんで、ひとことどうぞ まちなかに、カメラほうちしてみました）は、2015年7月6日より7月27日までテレビ東京の「ソコアゲ★ナイト」月曜枠で放送されていたリアリティバラエティ番組である。
一部番組表では、番組タイトルの「置いとくんで」が「置いておくんで」と表記されている。
番組は、毎回ある場所に無人カメラを設置し、そこに通りかかる視聴者・市民が言いたいこと、提言、不満、怒りなどを述べてもらい、そこに描かれた人間模様をウォッチングする。

## MC
- ビビる大木
- 矢作兼（おぎやはぎ）
- 紺野あさ美（当時テレビ東京アナウンサー）

## スタッフ
- 構成：大井洋一、今田佑、羽柴拓
- 編集：賀古勝利
- MA：浜中美穂、村尾博一
- 音効：稲川壮
- タイトル：中田有見子
- 技術協力：ヌーベルアージュ、ジーリンクスタジオ、テレビ東京アート、e-naスタジオ、港家
- 番宣：宮本聖子（テレビ東京）
- デスク：鈴木麻里（テレビ東京）
- チーフAD：綾部梨花
- AD：武田香菜
- ディレクター：新井若菜、岡順一郎、河野拓馬、玉川晃、岩上武司、今井雄太、高倉亮平、大保大輔、鈴木慶昭、古郡英樹、鈴木勇棋
- プロデューサー：橋本元康・富田晶子（共にホールマン）
- プロデューサー・演出：高橋弘樹（テレビ東京）
- チーフプロデューサー：斎藤勇（テレビ東京）
- 制作協力：ホールマン
- 製作著作：テレビ東京

## ネット局と放送時間
| 放送対象地域   | 放送局         | 系列           | 放送日時                     | 放送期間                                 | 備考       |
| -------------- | -------------- | -------------- | ---------------------------- | ---------------------------------------- | ---------- |
| 関東広域圏     | テレビ東京     | テレビ東京系列 | 月曜 23:58 - 翌0:45          | 2015年7月6日 - 7月27日                   | 制作局     |
| 北海道         | テレビ北海道   | テレビ東京系列 | 月曜 23:58 - 翌0:45          | 2015年7月6日 - 7月27日                   | 同時ネット |
| 愛知県         | テレビ愛知     | テレビ東京系列 | 月曜 23:58 - 翌0:45          | 2015年7月6日 - 7月27日                   | 同時ネット |
| 岡山県・香川県 | テレビせとうち | テレビ東京系列 | 月曜 23:58 - 翌0:45          | 2015年7月6日 - 7月27日                   | 同時ネット |
| 福岡県         | TVQ九州放送    | テレビ東京系列 | 月曜 23:58 - 翌0:45          | 2015年7月6日 - 7月27日                   | 同時ネット |
| 高知県         | テレビ高知     | TBS系列        | 土・日曜 午後                | 2015年7月25日・26日 2015年11月21日・22日 | 遅れネット |
| 大分県         | 大分朝日放送   | テレビ朝日系列 | 土曜 1:55 - 2:50（金曜深夜） | 2015年8月8日 - 9月19日                   | 遅れネット |
| 熊本県         | テレビくまもと | フジテレビ系列 | 金曜 0:25 - 1:15（木曜深夜） | 2015年9月4日 - 9月25日                   | 遅れネット |
| 広島県         | テレビ新広島   | フジテレビ系列 | 木曜 1:55 - 2:45（水曜深夜） | 2015年10月1日 - 11月5日                  | 遅れネット |
| 静岡県         | テレビ静岡     | フジテレビ系列 | 金曜 1:00 - 1:50（木曜深夜） | 2015年10月2日 - 10月20日                 | 遅れネット |
| 新潟県         | 新潟放送       | TBS系列        | 土曜 16:15 - 17:00           | 2015年11月21日 - 12月12日                | 遅れネット |